# Rév Lívia
Rév Lívia (Budapest, 1916. július 5. – Párizs, 2018. március 28.) zongoraművész.

## Élete
Csodagyerekként kezdte karrierjét, már 9 évesen fellépett, 12 évesen pedig önálló zenekari koncertet adott (Mozart Esz-dúr kétzongorás versenyművének egyik szólistájaként). Már gyerekkorában fontos díjakat nyert. Mint kiugró tehetség, Varró Margitnál és Máthé Kláránál tanult, majd a Zeneakadémián Weiner Leó és Székely Arnold tanítványa volt, 1938-ban diplomázott Bartók, Kodály és Dohnányi jelenlétében, de egyúttal a tanárképzőt is elvégezte. Ezt követően még Lipcsében Robert Teichmüllernél és Bécsben Paul Weingartennél is tanult. Zsidó származása miatt a háború végét a Wallenberg-féle svéd Schutz-pass birtokában élte túl édesanyjával és húgával.
A háború után hat hónapos koncertsorozatot adott Bukarestben. 1946-ban Párizsba utazott egy zenei versenyre, és – noha nem tudott franciául – letelepedett a francia fővárosban. Csakhamar elindult a világkarrierje, Magyarországon pedig elfelejtették. A leghíresebb karmesterekkel lépett fel (Sir Adrian Boult, André Cluytens, Walter Süsskind, Jascha Horenstein, Eugen Jochum, Josef Krips, Rafael Kubelík, Hans Schmidt-Isserstedt, Constantin Silvestri és mások). Miután hatalmas sikereket aratott Nagy-Britanniában, Európa számos országában, Japánban, Hongkongban, Afrikában, 1963-ban New Yorkban mutatkozott be szólóhangversenyen, ott is nagy sikerrel.
1949-ben férjhez ment Pierre Aubéhoz (házassági tanúi a politikai és a művészi élet nagyjai, Georges Bidault és Marguerite Long voltak). Zongorista karrierjében csak a gyerekek (Sylvie, Béatrice) születése utáni évek jelentettek szünetet. A Nemzetközi Zeneakadémián (Université Musicale Internationale de Paris) tanított, emellett minden évben nagy sikerű mesterkurzust is tartott. Különösen érzékenyen tolmácsolta Chopin, Debussy, Mendelssohn és Jolivet darabjait. Kevés számú hangfelvétele csak töredékesen képes bemutatni művészi kvalitását, de az 1990-es években a BBC által készített „vakteszt” alapján Rév Lívia Chopin Nocturne-sorozatát a valaha készült legjobb felvételnek ítélték.
Magyarországon az 1960-as évek elején adott először hangversenyt, de a fellépését nem tartotta sikeresnek. Ezután csak 2003 novemberében lépett fel újra itthon (87 esztendősen), s ennek rendkívüli sikere jelentette itthoni „felfedezését”. Utolsó hazai fellépése Szegeden volt 2012 áprilisában, zsúfolásig telt teremben, előzőleg pedig 2010 áprilisában adott Érdi Tamással közös Chopin-koncertet a Művészetek Palotájában.
Itthon, 2006-ban, 90. születésnapja alkalmából Pro Cultura Hungarica díjjal tüntették ki, 2009-ben pedig megkapta a francia Becsületrendet. Mácsai János és Pálos György 90. éves születésnapjára egyórás portréfilmet készített róla Rév Lívia zongorista címmel, egy amerikai író pedig könyvet írt életéről.
2018. március 28-án, Párizsban halt meg.

## Fordítás
- Ez a szócikk részben vagy egészben  a   Lívia Rév című angol Wikipédia-szócikk ezen változatának fordításán alapul.  Az eredeti cikk szerkesztőit annak laptörténete sorolja fel. Ez a jelzés csupán a megfogalmazás eredetét és a szerzői jogokat jelzi, nem szolgál a cikkben szereplő információk forrásmegjelöléseként.